# حي ابن سيناء (المكلا)
حي ابن سيناء هو أحد أحياء مدينة المكلا في محافظة حضرموت اليمنية. يبلغ تعداد سكانه 7526 نسمة حسب التعداد السكاني في اليمن لعام 2004.